# Phyllomacromia overlaeti
Phyllomacromia overlaeti là loài chuồn chuồn trong họ Macromiidae. Loài này được Schouteden mô tả khoa học đầu tiên năm 1934.